# Saint-Pons (Ardèche)
Saint-Pons ist eine französische Gemeinde  mit 302 Einwohnern (Stand 1. Januar 2022) im Département Ardèche in der Region Auvergne-Rhône-Alpes. Sie gehört zum Kanton Berg-Helvie und zum Kommunalverband Berg et Coiron.

## Geografie
Saint-Pons liegt am südlichen Hang des Plateau du Coiron, 14 Kilometer nordwestlich von Montélimar und 15 Kilometer südöstlich von Aubenas zwischen Saint-Jean-le-Centenier im Westen und Sceautres im Nordosten. Der Escoutay fließt durch das Gemeindegebiet. Der Weiler La Rochechérie gehört zu Saint-Pons.

## Geschichte
Im Jahre 1060 wurde Saint-Pons als Sanctus Pontii zum ersten Mal urkundlich erwähnt. Pons (Ponce, Pontius) war ein Märtyrer, der im 3. Jahrhundert lebte und im Département Alpes-de-Haute-Provence missionierte. Im Mittelalter gehörte Saint-Pons zur Baronie von Alba-la-Romaine, die nach dem Namen der Barone Aps genannt wurde. Die Barone von Aps teilten sich die Herrschaft über den Ort mit den Äbten von Pébrac. Um den Ort war eine etwa quadratische Befestigungsmauer gezogen, die an jeder Seite ein Tor und an den nördlichen Ecken jeweils einen Turm besaß. Reste der Türme sind erhalten geblieben.

### Bevölkerungsentwicklung
| Jahr                       | 1962 | 1968 | 1975 | 1982 | 1990 | 1999 | 2006 | 2017 |
| Einwohner                  | 186  | 184  | 175  | 170  | 181  | 203  | 249  | 293  |
| Quellen: Cassini und INSEE |      |      |      |      |      |      |      |      |

## Sehenswürdigkeiten
Die Kapelle de Roche chérie im Weiler La Rochechérie wurde am Hang eines vulkanischen Fels (Neck) erbaut. Sie befindet sich in schlechtem Zustand und wird restauriert.

## Wirtschaft
Wichtige Erwerbszweige in Saint-Pons sind Holzwirtschaft, Ackerbau, die Zucht von Hausrindern, Hausschafen, Geflügel und Honigbienen. Daneben spielt auch der Dienstleistungssektor (inkl. Handel und Transportwesen) eine Rolle.